# Фредерік Антонетті
Фредерік Антонетті (фр. Frédéric Antonetti; нар. 19 серпня 1961, Венцоласка) — французький футболіст, що грав на позиції півзахисника. По завершенні ігрової кар'єри — тренер. З 2018 року очолює тренерський штаб команди «Мец».

## Ігрова кар'єра
Народився 19 серпня 1961 року в місті Венцоласка. Вихованець юнацької команди «Бастія», після якої тренувався в навчальному центрі «Віши».
1973 року повернувся в «Бастію», де став грати за першу команду, але закріпитись не зумів, взявши участь лише у 2 матчах Ліги 1. Через це з 1979 по 1983 рік грав у складі команд клубів «Безьє» та «Ле-Пюї» у нижчих лігах.
Влітку 1987 року Фредерік повернувся до рідної «Бастії» і захищав її кольори до припинення виступів на професійному рівні у 1985 році у віці 29 років, незважаючи на запрошення кількох клубів другого дивізіону.

## Кар'єра тренера
Натомість Антонетті залишився у «Бастії», де працював з молодіжною командою, а 1994 року став головним тренером першої команди і тренував команду з Бастії чотири роки. Найвищим досягненням з клубом став вихід у фінал Кубка французької ліги 1995 року, а також співперемога в Кубку Інтертото 1997 року.
З липня 1998 року до липня 1999 року він очолював тренерський штаб японського клубу «Гамба Осака», після чого повернувся в «Бастію», де пропрацював до 2001 року.
2001 року став головним тренером «Сент-Етьєна», коли клуб був у Лізі 2. Антонетті вдалося вивести клуб до Ліги 1 у 2004 році, після чого допоміг їм дістатися до півфіналу Кубка французької ліги.
2005 року був запрошений керівництвом клубу «Ніцца» очолити його команду з Ліги 1, з якою пропрацював до 2009 року і знову довів клуб до фіналу Кубка французької ліги 2006 року, але знову зазнав поразку.
2 червня 2009 року очолив тренерський штаб команди «Ренн». У сезоні 2012/13 вивів цю команду до першого для неї фіналу Кубка французької ліги 2013 року. Для самого тренера це був третій фінал, щоразу з новою командою, і утретє його команда програла вирішальну гру.
22 листопада 2015 року Антонетті був призначений головним тренером «Лілля» замість Ерве Ренара. Коли Антонетті став головним тренером, «Лілль» перебував на 17-му місці в таблиці Ліги 1, але під керівництвом Фредеріка клуб значно покращив становище, зайнявши п'яте місце в чемпіонаті, і вже традиційно для себе програв фінал Кубка французької ліги 2016 року. Втім новий сезон для клубу став набагато гіршим і 22 листопада 2016 року Антонетті покинув клуб, коли «Лілль» перебував на 19-му передостанньому місці.
У травні 2018 року очолив тренерський штаб новачка Ліги 1 «Мец».

## Титули і досягнення

### Як тренера
- Володар Кубка Інтертото (1):

«Бастія»: 1997